# Monochamus notatus
Monochamus notatus är en skalbaggsart som först beskrevs av Dru Drury 1773.  Monochamus notatus ingår i släktet Monochamus och familjen långhorningar. Inga underarter finns listade i Catalogue of Life.